# La Vie lointaine
Pour plus de détails, voir Fiche technique et Distribution.
La Vie lointaine est un film français réalisé par Sébastien Betbeder et sorti en 2009.

## Fiche technique
- Titre : La Vie lointaine
- Réalisation : Sébastien Betbeder
- Scénario : Sébastien Betbeder
- Photographie : Sébastien Buchmann
- Costumes : Carole Gérard
- Montage : Julie Dupré
- Son : Roman Dymny et Xavier Griette
- Montage son : Florent Klockenbring
- Production : Les Films du Worso
- Pays de production :  France
- Durée : 56 minutes
- Date de sortie : France - 4 avril 2009[1]

## Distribution
- Manuel Vallade : Martin
- Nathalie Boutefeu
- Gen Shimaoka : Yoshido
- Aurore Clément

## Distinctions

### Récompenses
- Prix du public et prix Cinécinéma aux Rencontres internationales du moyen métrage de Brive 2009[2]

### Sélections
- Festival international du film de Rotterdam 2009[3]
- Festival du film de Vendôme 2013[4]